# Daniel Asplund
Daniel Asplund, född 11 februari 1749 i Aspby i Torsåkers socken, död 12 februari 1804 i Stockholm, var en svensk företagare och politiker.

## Biografi
Asplund föddes som son till bonden Per Ersson. Han sändes tillsammans med sin bror, som senare blev kryddhandlare i Stockholm vid tolv års ålder, till trivialskolan i Härnösand. Han blev därefter biträde åt häradsskrivare i Södra Ångermanland. 1768 kom Asplund till Stockholm där han tog tjänst som "kontorsbetjänt" hos skeppsklarerarfirman Westermark & Frisch. 1773 tog han tjänst hos handelsfirman Wahrendorff & comp. Där började Asplund att själv försöka sig på grosshandlaraffärer och erhöll borgerskap i Stockholm som grosshandlare 1781. Till en början ägnade han sig åt trävaruaffärer och köpte en brädgård vid Tegelviken. 1784 inköpte han tillsammans med superkargören vid Ostindiska kompaniet Jacob Hahr Bergsunds järngjuteri i kvarteret Tobaksspinnaren i Stockholm. Gjuteriet var det första i Sverige som drevs med stenkol och det första där modelleringen skedde i sand. 1785 erhöll han priviliegium på detsamma med rätt att köpa tackjärn i Bergslagen, och samma år köpte han ut Hahr från dennes andel i bruket, och under Asplunds drift utvecklades verksamheten snart till en rad fabriksanläggningar, som en puder- och stärkelsefabrik, ett blekeri och ett färgeri för turkiskt rött garn, ett sliperi för markasiter. Stockholms överkommendants kommandostav skall vara ett arbete därifrån och en gåva av Asplund. Med kard- och spinnmaskiner tillverkade vid Bergsund uppsatte han ett väveri för bomulls- linne- och halvsidentyger. För de många barnen till Asplunds arbetare uppförde han 1793 en skolbyggnad vid Spinnhusgatan.
Asplund blev snabbt en betydelsefull borgare i Stockholm, 1791-1804 var han honorärie ledamot av hallrätten, medlem av brandvaktskasseadministrationen, en av borgerskapets äldste 1792-1800, medlem av direktionen för Stockholms stads brandförsäkringskontor 1801-04, direktör för spinnhuset 1793-1795, medlem av borgerskapets inkvarteringskommission 1797-1798, av kommissionen för inkvarteringsutgifterna 1799-1804 samt bankofullmäktig 1800-1804. Han blev riddare av Vasaorden 1800 och var riksdagsman för borgarståndet 1792 och 1800. Han ansågs som ganska radikal och tillhörde vid riksdagen 1792 oppositionen mot Gustav III.
Efter hans död bekostade borgerskapets äldste en byst av Asplund, skulpturerad av Johan Tobias Sergel att placeras i Stora Börssalen. Asplund avled barnlös testamenterade sin egendom till en fond, vars avkastning skulle gå dels till Torsåkers socken, dels till pensioner åt fattiga i Stockholm.